# Valmojado
Valmojado – gmina w Hiszpanii, w prowincji Toledo, w Kastylii-La Mancha, o powierzchni 26,18 km². W 2011 roku gmina liczyła 4216 mieszkańców.